# Tramvia funicular de San Francisco
El Tramvia funicular de San Francisco (en anglès: 'San Francisco Cable Car System') , és l'últim sistema de telefèric manual del món i una icona de la ciutat de San Francisco. i, que funciona d'una forma semblant a un funicular, és a dir no porta cap tipus de motor embarcat, sinó que és arrossegat mitjançant un cable subterrani, sobre el que s'agafa o es deixa anar, mitjançant una mordassa de disseny especial. El sistema forma part de la xarxa intermodal de transport urbà operada pel Ferrocarril Municipal de San Francisco, que també inclou les línies de tramvia patrimonials E Embarcadero i F Market & Wharves, i el sistema modern de tren lleuger Muni Metro . De les 23 línies de telefèric establertes entre 1873 i 1890, només en queden tres (una de les quals combina parts de dues línies anteriors): dues rutes des del centre de la ciutat, prop de Union Square, fins a Fisherman's Wharf, i una tercera ruta al llarg de California Street.Inaugurat el 18 de juny de 1878, va arribar a tenir 23 línies repartides en diverses empreses.

## Història
Els primers tramvies de San Francisco eren arrossegats per cavalls que amb prou feines aconseguien escalar els forts pendents de la ciutat. L'any 1873 es va provar el primer tramvia amb tracció per cable. Després del seu èxit inicial, aquest sistema va  perillar quan el 1892 es van introduir els primers tramvies elèctrics. Aquests requerien la meitat de la inversió per a la seva construcció i manteniment, podien arribar més lluny i eren més ràpids. Tot i aquests nous models de transport, el cable car va aconseguir sobreviure gràcies al gran avantatge de poder pujar els pendents d'una manera molt eficient, tal com competiria anys més tard, en la dècada dels 20, després de la inauguració de la primera línia d'autobusos i amb el començament d'operació dels troleibusos a partir de 1935.

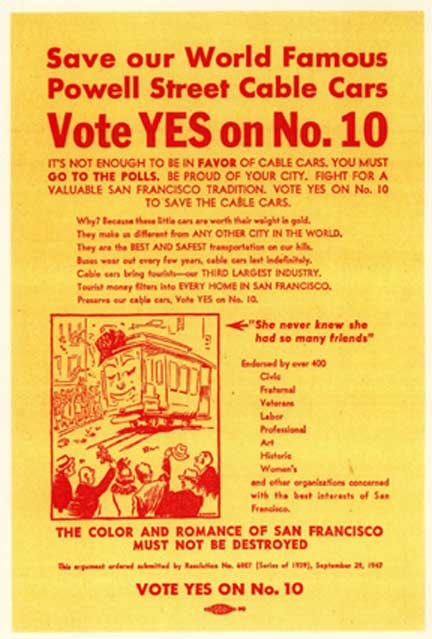

Aquest mitjà de transport va estar a punt de desaparèixer en 1947 quan l'alcalde Lapham va declarar "La ciutat ha de desfer-se de totes les línies de cable car tan aviat com sigui possible". En resposta, Friedel Klussmann va fundar el "Comitè Ciutadà per Salvar els Cable Cars". El comitè va començar una campanya pública demostrant que el valor del servei per a la ciutat era molt més gran que el seu cost operatiu. Van tenir èxit en crear un plebiscit en les eleccions de novembre d'aquell any.
La premsa hi va donar suport i el públic també. Molts famosos s'hi van sumar i els comerciants es van adonar que els turistes havien deixat d'anar a San Francisco ja que només podien viatjar en simple autobús, com a altres llocs. La victòria va ser aclaparadora (170.000 vots a favor per només 50.000 en contra) i la ciutat es va veure obligada a mantenir el sistema de "cable car" del carrer Powell. No obstant això, la ciutat va perdre la meitat de les seves línies supervivents de "cable car". El 1964, el sistema de cable car va ser declarat Patrimoni Històric Nacional.
Entre setembre de 1982 i juny de 1984, el sistema va ser totalment reconstruït i modernitzat per garantir la seva supervivència. Per raó de la seva clausura, va néixer la base per a l'operació de l'actual línia de tramvies elèctrics històrics F per Market Street en crear-se una nova atracció per als turistes mentre els cable cars estaven fora de servei.
La causa de la seua gairebé extinció van ser els alts costos de renovació del sistema, que ja mostrava la seva antiguitat al 1940, sumat als costos de manteniment, a part de la competència dels automòbils particulars i dels autobusos que es veien molt més moderns comparats qualsevol tipus de tramvia o troleibús.
Actualment, el cable car de San Francisco és una de les majors atraccions turístiques de la ciutat.

## Galeria

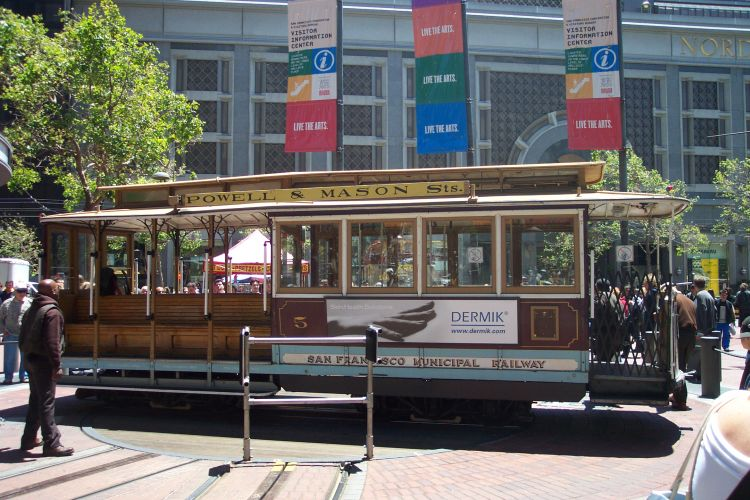
Un telefèric a la plataforma giratòria de Powell & Market. Vegeu un vídeo d'un canvi de telefèric.
Un cotxe Powell-Mason al Friedel Klussmann Memorial Turnaround
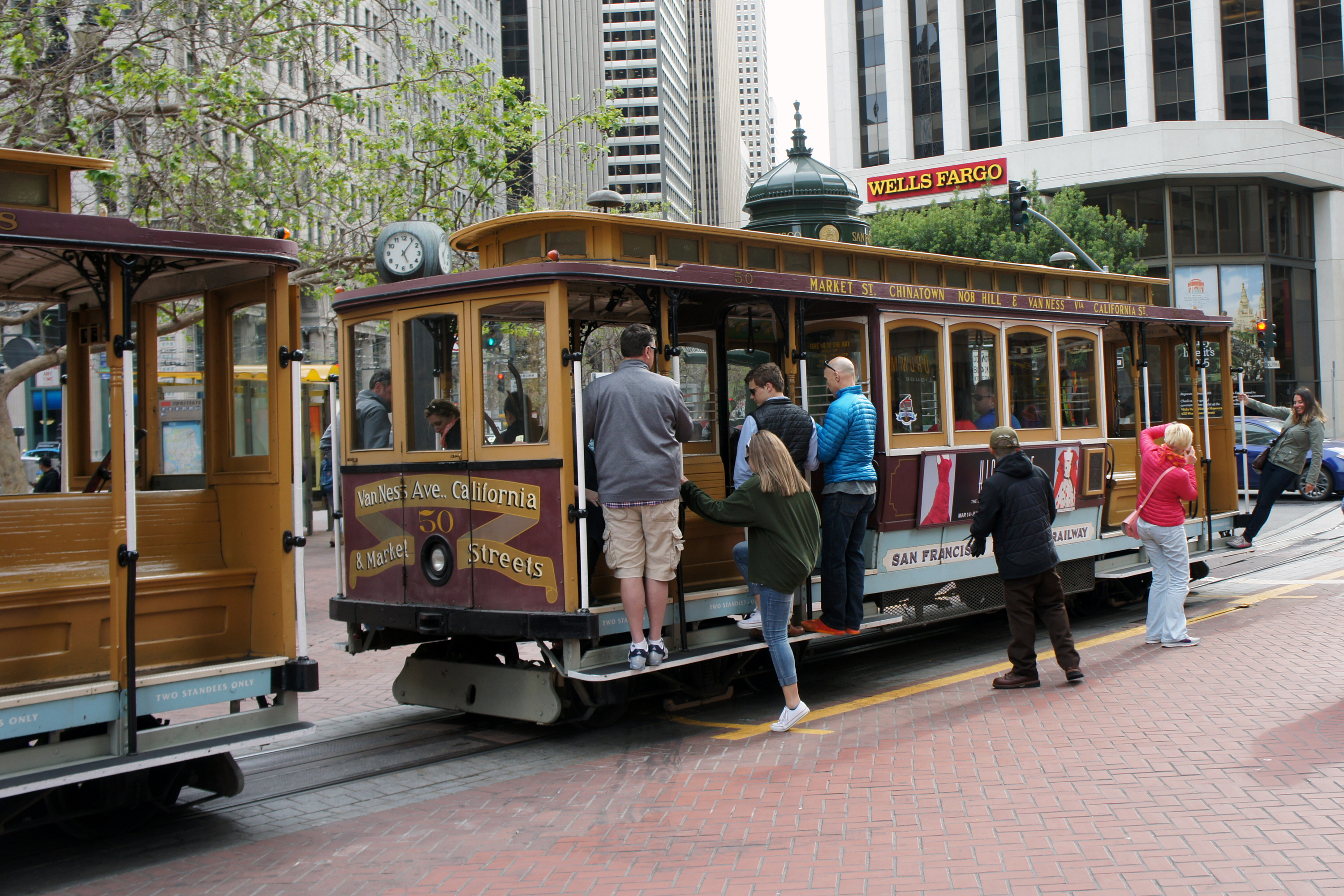
Cotxes a la terminal de la línia de California Street
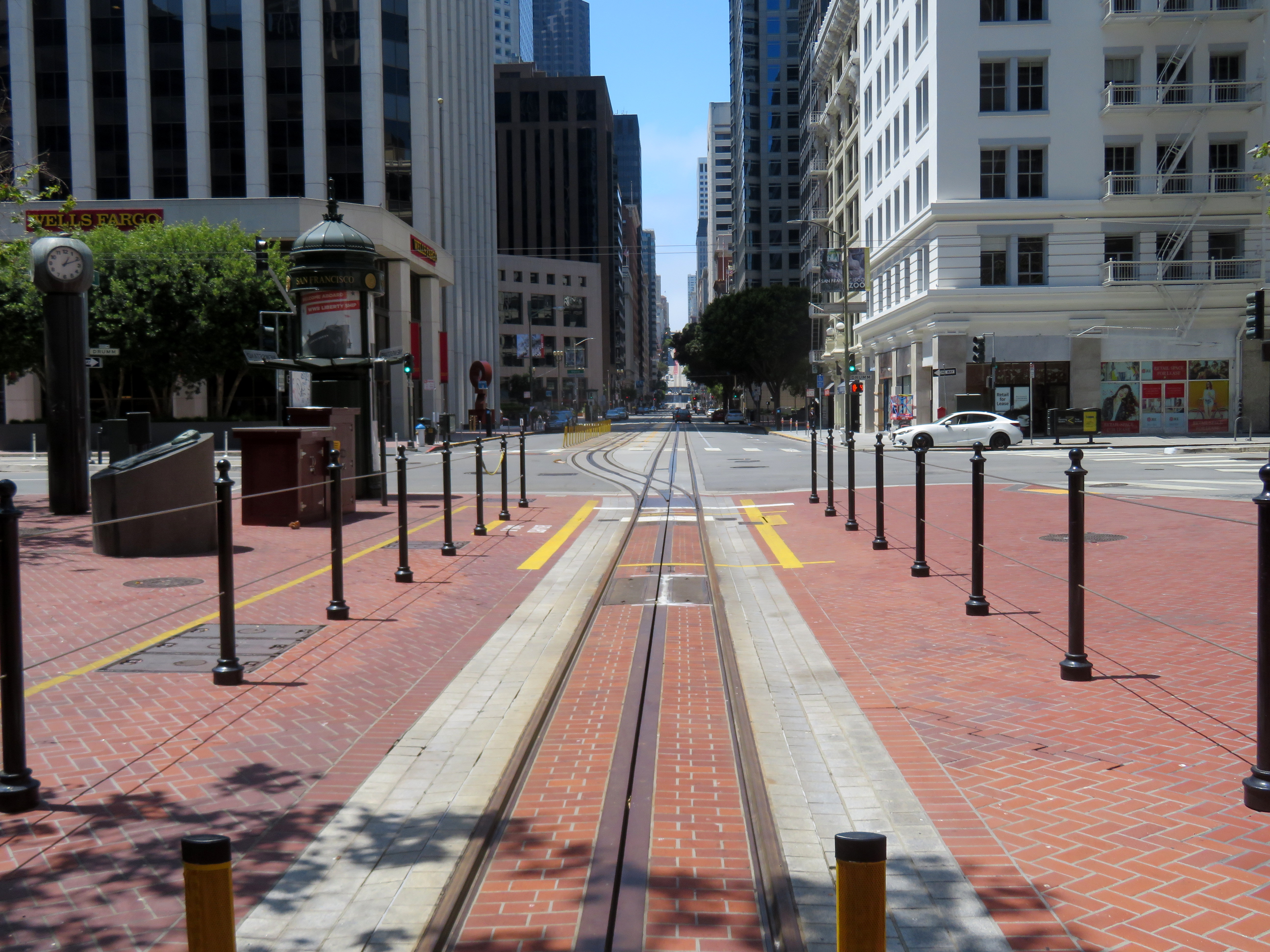
La terminal, buida de cotxes, el 2020 durant l'aturada de la COVID-19

## Funcionament

### Cables i mordassa
Els telefèrics són arrossegats per un cable que passa per sota del carrer, subjectat per una mordassa que s'estén des del cotxe a través d'una escletxa a la superfície del carrer, entre els rails. Cada cable és de 1.25 polzades (3.2 cm) de diàmetre, avança a una velocitat constant de 9.5 milles per hora (15.3 km/h) arrossegat per un motor elèctric de 510 cavall de vapor (380 kW)  situat a l'estació central (vegeu més avall), mitjançant un conjunt de politges autoajustables. Cada cable té sis cables trenats d'acer, i cada cable conté 19 cables més petits, enrotllats al voltant d'un nucli de corda de sisal (per permetre una presa més fàcil). El cable està recobert amb un lubricant sintètic per reduir el desgast i la fricció. Històricament, el quitrà de pi s'utilitzava per lubricar el cable. Per iniciar i aturar el moviment del cotxe, l'operador de la mordassa (vegeu més avall) tanca i obre la mordassa al voltant del cable (similar a l'embragatge d'un cotxe convencional). Les mandíbules de la mordassa e xerceixen una pressió sobre el cable de fins a 30,000 lliures per polzada quadrada (210,000 kPa) . A causa del desgast, les matrius d'una mordassa s'han de substituir al cap de tres dies d'ús.

Hi ha quatre cables separats: un de 4900 m de llargària, un segón de 3100 m longitud per als segments Hyde i Mason, un altre de 2800 m de longitud per a la seva secció comuna de Powell, i finalment un de 6400 m de longitud de la línia del carrer Califòrnia.

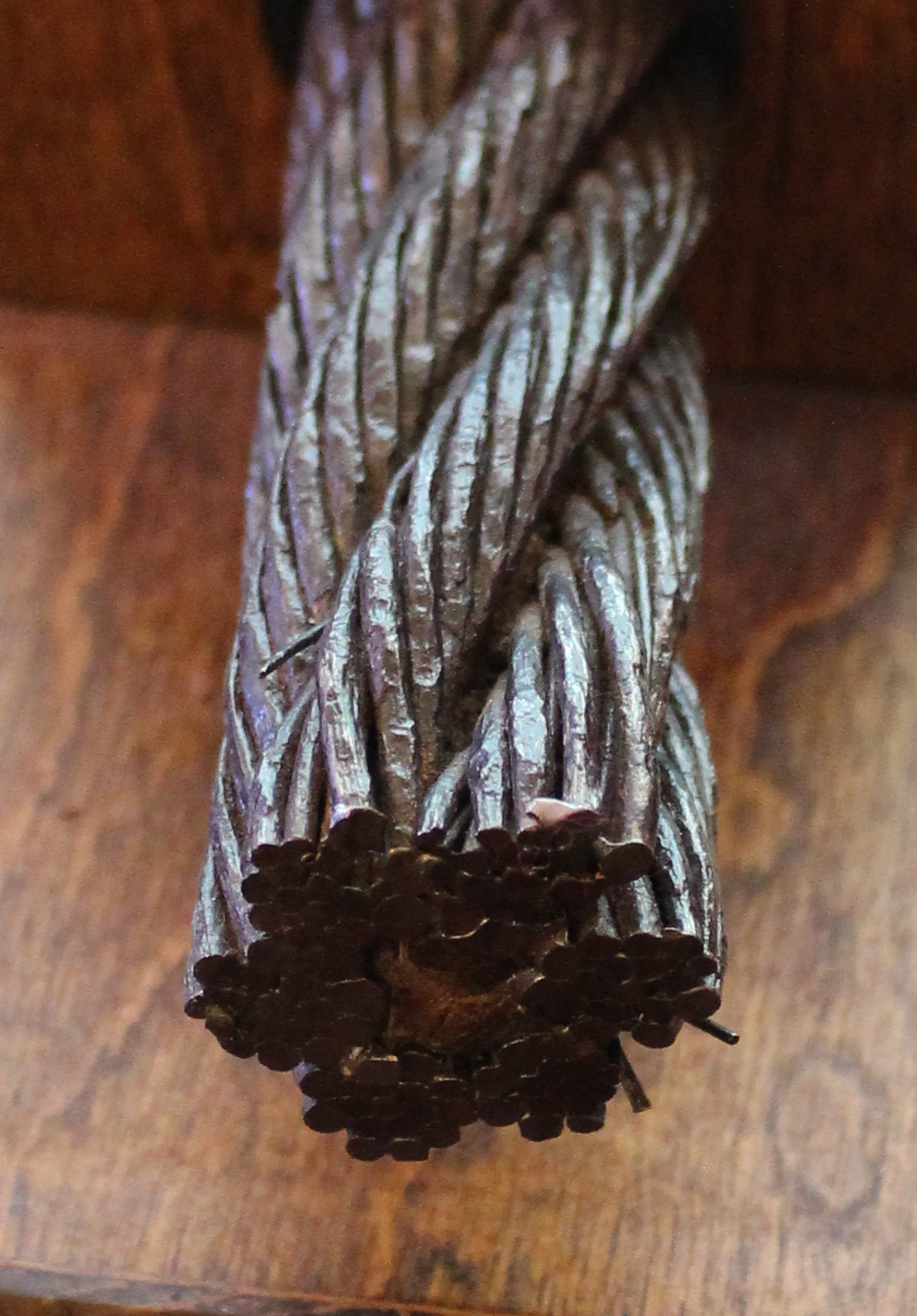
Secció d'un cable utilitzat al voltant de 1900 a la desaparegu-da línia Hayes
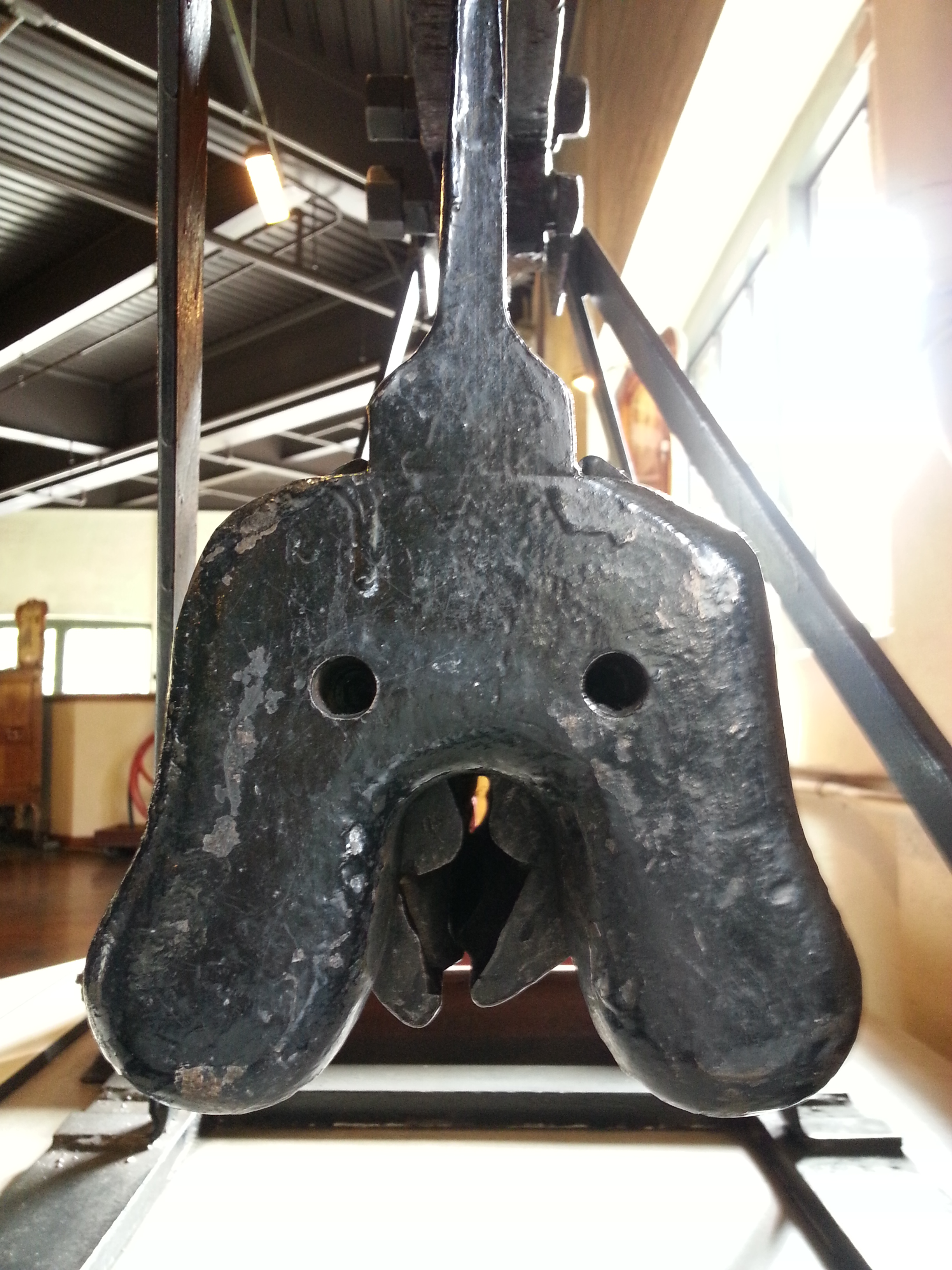
Mecanisme d'adherència que tanca el cable (aquí es mostra sense cable i les mordasses tancades)
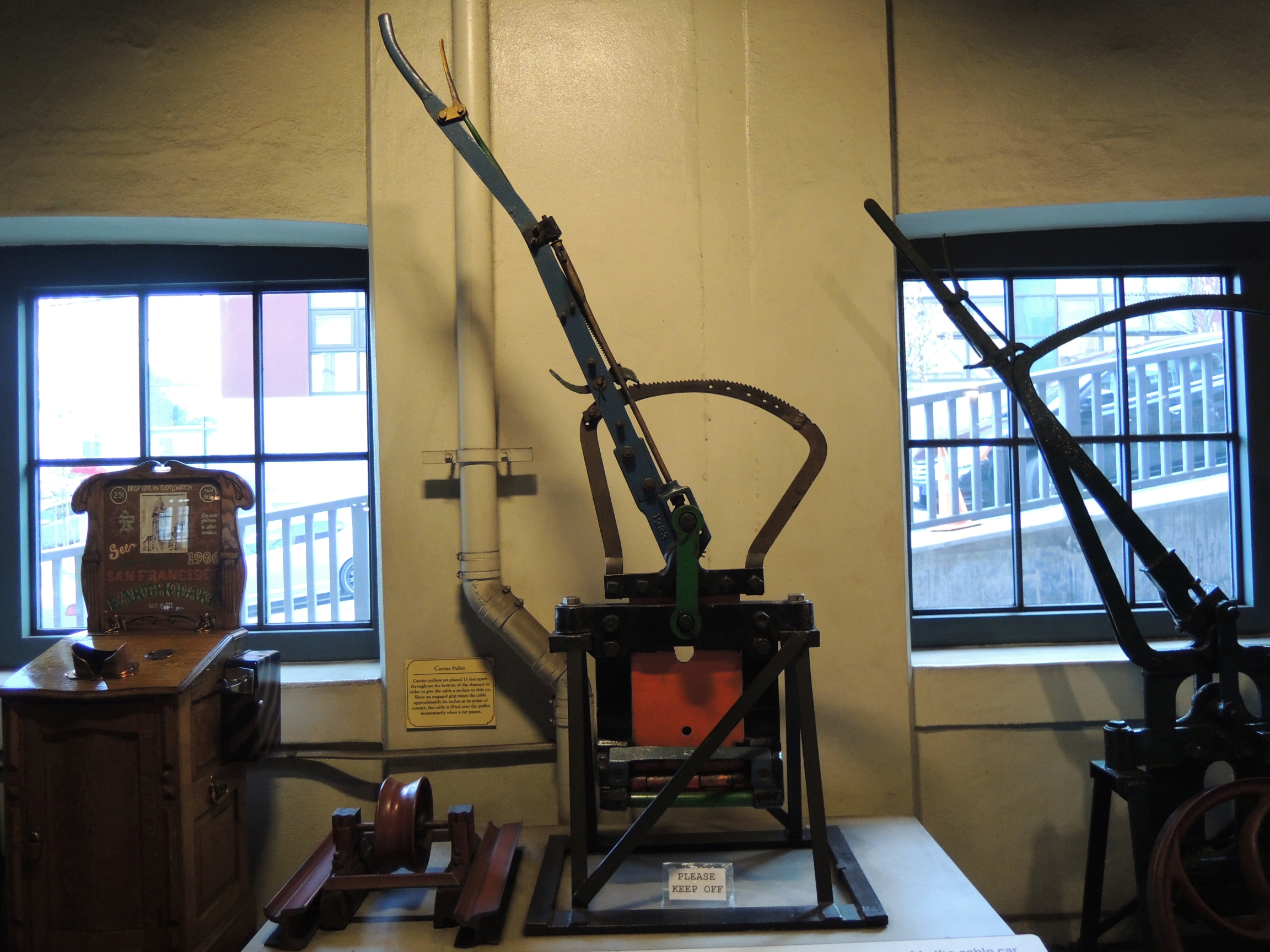
Un mecanisme d'adherència retirat d'un cotxe
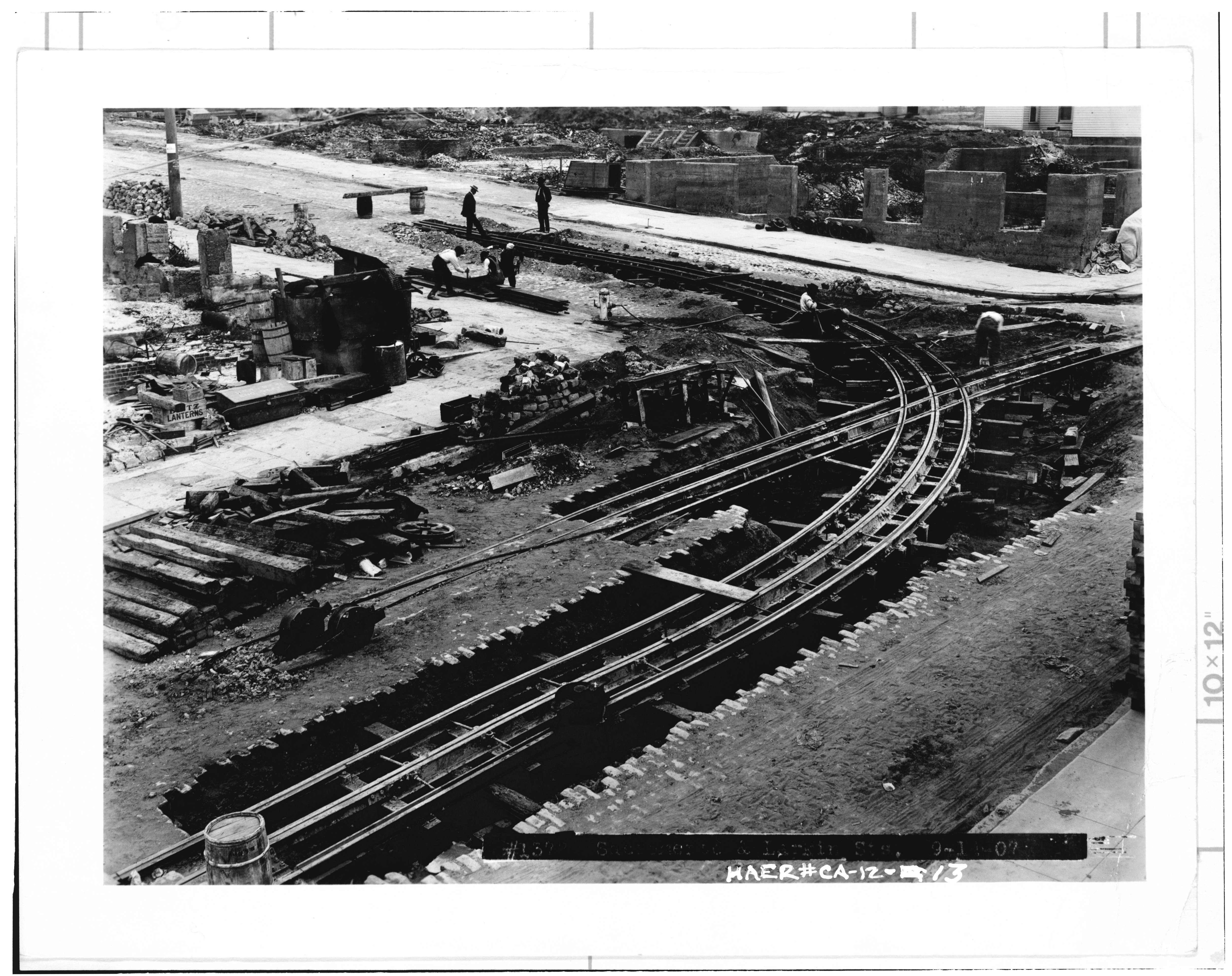
Vistes durant la reconstrucció l'any 1907, que mostren la ranura del cable entre els dos rails

### Frens

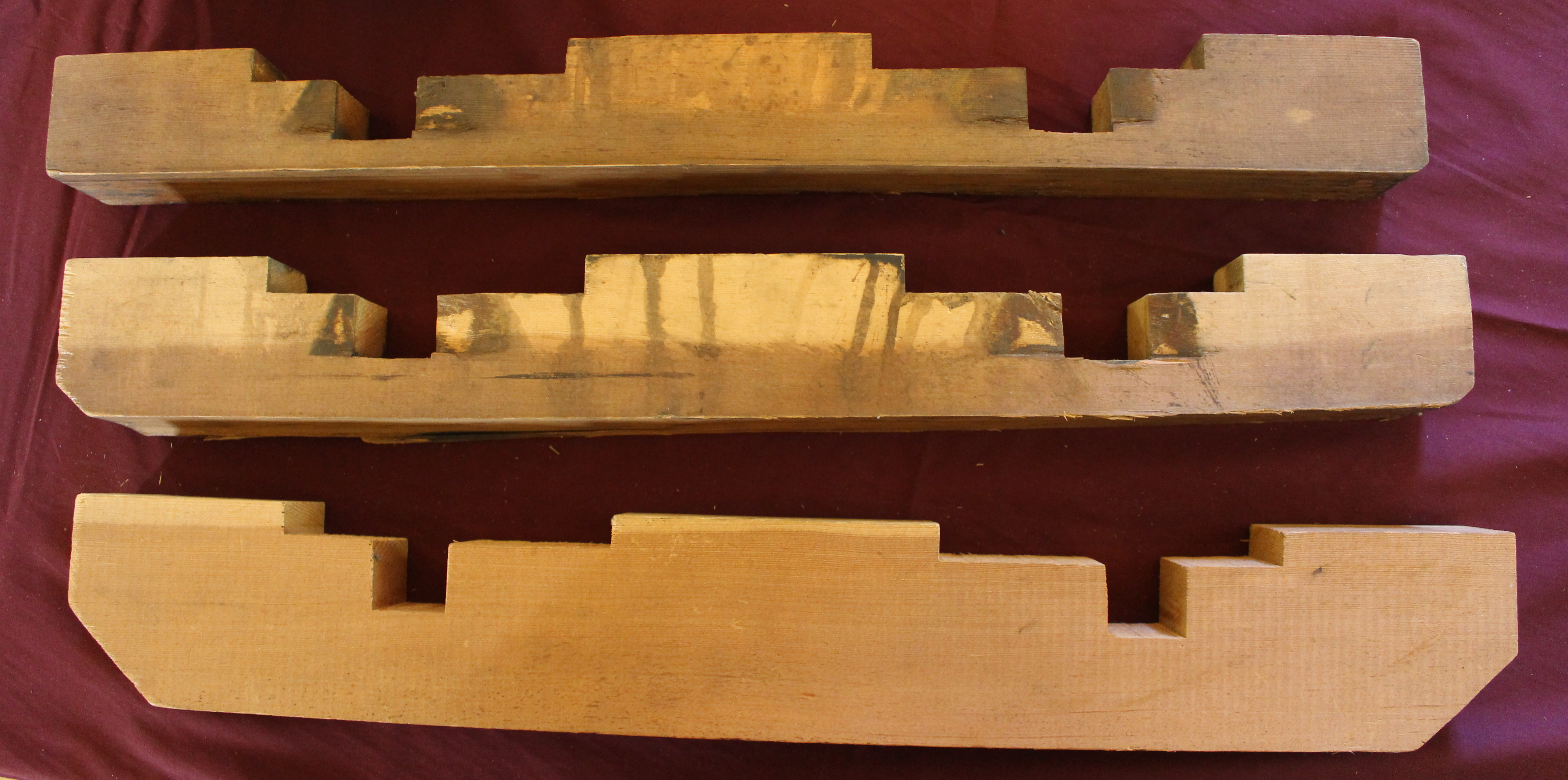
Blocs de frens del telefèric en tres estats d'ús diferents, des de nous (a baix) fins al final de vida útil (a dalt)

A part del cable en si (que limita la velocitat dels cotxes en baixada), els telefèrics utilitzen tres sistemes de frenada separats:
- Sabates de fre metàl·liques a les rodes. Els vagons d'un sol extrem utilitzats a les línies Powell-Mason i Powell-Hyde tenen un pedal, controlat per l'operador de la maneta, que aplica els frens a les rodes davanteres i una maneta, accionada pel conductor, que aplica els frens a les rodes posteriors. Als vagons de doble extrem que s'utilitzen a la línia California St., hi ha pedals a prop de les dues empunyadures, una controlada per l'operador de la mordassa i l'altra pel conductor.[7]
- Blocs de fre de fusta pressionats contra la via quan l'operador estira una palanca.[8] Els quatre blocs estan fets d'avet de Monterey i poden produir una olor de llenya cremada quan estan en funcionament.[9] S'han de substituir al cap d'uns dies.[7]
- Un fre d'emergència que consisteix en una peça d'acer, d'uns 40 mm de gruix i 460 mm de llarg, suspès sota el cotxe i empès a la ranura de la via quan l'adherent estira una palanca vermella.[7] S'encaixa fermament a la ranura i sovint s'ha de treure amb un bufador de tall .[7]

### Sistema elèctric
Al llarg dels anys, els telefèrics han estat modernitzats amb diversos components elèctrics, com ara fars, il·luminació interior, un sistema de rastreig GPS i càmeres. Tanmateix, a diferència de la majoria de trens moderns, els telefèrics no tenen cap mètode per generar corrent a bord així que han d'utilitzar bateries grans que es recarreguen al garatge. El 2018, les bombetes incandescents utilitzades per als fars i la il·luminació interior es van substituir per bombetes LED, cosa que va augmentar la visibilitat dels operadors i va reduir el consum demanat a les bateries.